# ام‌ان‌اچ
ام‌ان‌اچ (انگلیسی: MNH) شرکت نشر موسیقی کره‌ای است، که در ۱۸ نوامبر ۲۰۱۴ توسط لی جو سوپ، مدیر سابق جی وای‌پی انترتینمنت تأسیس شد. این شرکت هنرمندانی مانند عضو سابق آی.او. آی، چونگ‌ها را مدیریت می‌کند. همچنین اولین گروه دخترانه خود بندیت را در سال ۲۰۱۹ معرفی کرد.

## هنرمندان
چونگ‌ها
بندیت